# Lava (2014)
Lava is een korte animatiefilm, geproduceerd door Pixar. James Ford Murphy was verantwoordelijk voor het idee, verhaal, regie en muziek. De film ging in première op het Hiroshima International Animation Festival in 2014, en was in 2015 in de bioscoop te zien als voorfilm voor Inside Out.
De korte film is een liefdesverhaal over twee vulkanen, dat zich onttrekt gedurende duizenden jaren. Het wordt begeleid door een liedje van Murphy, dat erg populair werd. 

## Verhaal
Op een tropisch eiland in de Grote Oceaan staat een eenzame vulkaan, omringd door dieren die allemaal een partner hebben. De vulkaan hoopt ooit zijn eigen liefde te vinden. Hij zingt een liedje voor de oceaan, en houdt dat duizenden jaren vol. Door het lava dat hij al die jaren laat stromen, ontstaat er onder water een nieuwe vulkaan, die hem hoort zingen.
Op een dag komt de nieuwe vulkaan boven water, op het moment dat de andere vulkaan dooft. De nieuwe vulkaan zingt het lied dat ze al die jaren hoorde, en de oude vulkaan begint weer te branden, en komt terug boven water. Beide vulkanen barsten uit en vormen één eiland, waar ze voor altijd samen kunnen zijn.

## Rolverdeling
- Kuana Torres Kahele als Uku, een eenzame vulkaan die zijn ware liefde zoekt
- Nãpua Greig als Lele, een vulkaan en Uku's liefde